# Tom De Mul
Tom De Mul (Kapellen, 4 de Março de 1986) é um futebolista belga que joga pelo Sevilla FC e anteriormente jogou pelo Ajax.

## Carreira
De Mul integrou o elenco da Seleção Belga de Futebol,  que competiu nos Jogos Olímpicos de Verão de 2008. 